# Oporto Challenger 1988
L'Oporto Challenger 1988 è stato un torneo di tennis facente parte della categoria ATP Challenger Series nell'ambito dell'ATP Challenger Series 1988. Il torneo si è giocato a Porto in Portogallo dall'11 al 17 luglio 1988 su campi in terra rossa.

## Vincitori

### Singolare
Paul Dogger ha battuto in finale  Michiel Schapers con il punteggio di 6–2, 3–6, 6–3

### Doppio
Michiel Schapers /  Huub van Boeckel hanno battuto in finale  Andrej Ol'chovskij /  Aleksandr Zverev con il punteggio di 6–3, 3–6, 7–6